# San Lorenzo (Calábria)
San Lorenzo é uma comuna italiana da região da Calábria, província de Reggio Calabria, com cerca de 2503  3 393 habita (31/12/2019)ntes. Estende-se por uma área de 64 km², tendo uma densidade populacional de 53 hab/km². Faz fronteira com Bagaladi, Condofuri, Melito di Porto Salvo, Montebello Ionico, Roccaforte del Greco.

## Demografia
| Variação demográfica do município entre 1861 e 2011                               |
|                                                                                   |
| Fonte: Istituto Nazionale di Statistica (ISTAT) - Elaboração gráfica da Wikipedia |